# Берил (ураган)
Ураган «Берил» (англ. Hurricane Beryl)  – смертоносний і руйнівний тропічний циклон, який вплинув на частини Карибського басейну, півострова Юкатан і узбережжя Сполучених Штатів наприкінці червня та на початку липня 2024 року. Це був ранній ураган 5-категорії та другий такий шторм у липні, іншим був ураган Емілі 2005 року. Берил також був найсильнішим ураганом, який сформувався в межах Головного регіону розвитку (MDR) Атлантики до липня місяця. Берил побив багато метеорологічних рекордів у червні та липні, насамперед щодо формування та інтенсивності.
Наслідки та жертви урагану були масштабними. Берил спричинив катастрофічні збитки на північних островах Гренади Каріаку та Мала Мартиніка та на кількох південних островах Сент-Вінсент і Гренадіни, таких як Юніон і Кануан, де багато будівель було пошкоджено або зруйновано. У Венесуелі троє людей загинули, кілька вважаються зниклими безвісти. Стійкі пошкодження також були зафіксовані на Юкатані, хоча вони були відносно незначними. У США штат Техас зазнав сильних повеней і пошкоджень від вітру, за повідомленнями про щонайменше сім загиблих у регіоні Х’юстон. Крім того, зовнішні смуги урагану викликали спалах торнадо , про торнадо повідомлялося в Техасі, Луїзіані, Арканзасі, Кентуккі та Індіані. Станом на 11 серпня було підтверджено загалом 64 загиблих, а попередні оцінки збитків становлять понад 6,8 мільярдів доларів США.

## Метеорологічна історія

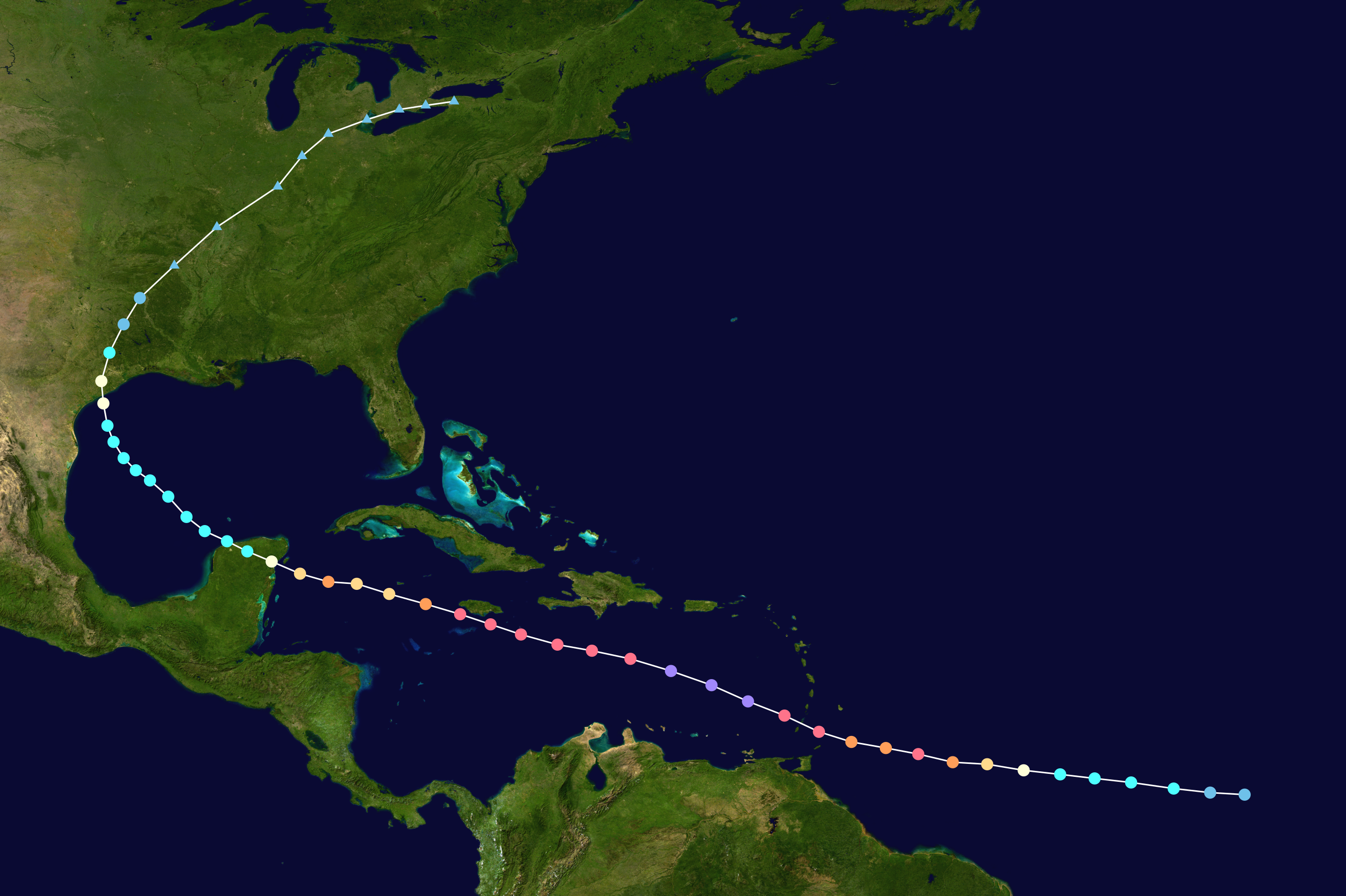
Карта шляху і інтенсивності Урагану Берил за шкалою Саффіра–Сімпсона

25 червня тропічна хвиля покинула узбережжя Західної Африки, спричинивши неорганізовані зливи на південь від Кабо-Верде. До вечора 28 червня тропічна хвиля почала демонструвати певну організованість, згідно з даними Національний ураганний центр, із вигнутими смугами, що розвивалися навколо циркуляції. Умови навколишнього середовища на той час були дуже сприятливими для формування тропічних штормів у центральній і західній тропічній Атлантиці, з майже рекордно теплою температурою поверхні моря (SST) близько 82 °F (28 °C), легким зсувом вітру 5,8–11,5 миль/год (9,3–18,5 км/год), плюс середня відносна вологість 70%. Тропічна хвиля ще більше розвинулася протягом наступних кількох днів, ставши тропічною депресією два над центральною тропічною Атлантикою 28 червня, приблизно за 1970 км (1225 миль) на схід-південний-схід від Барбадосу.

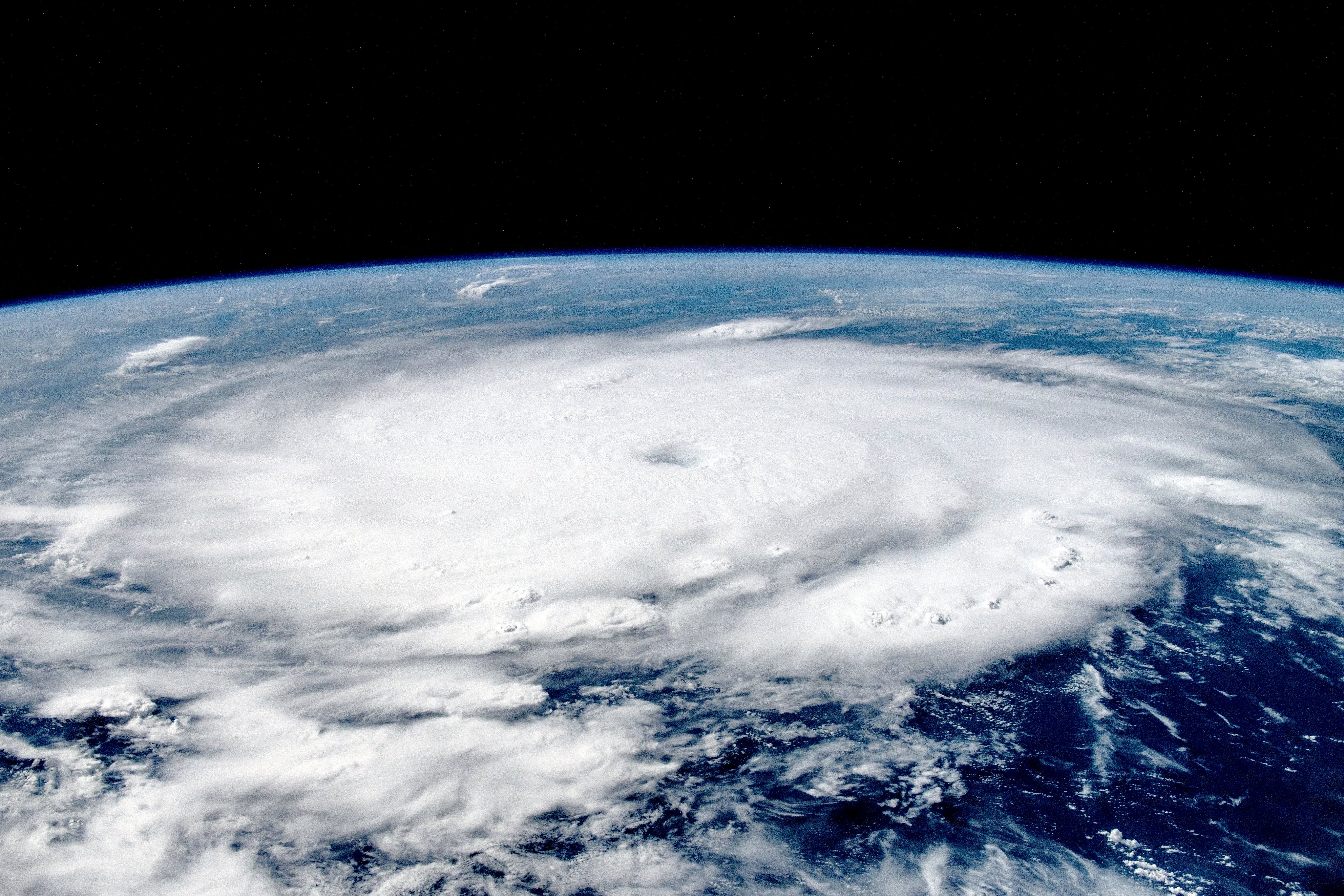
Вид на ураган Берил з Міжнародної космічної станції 1 липня

Розташована на південь від сильного субтропічного хребта, депресія просувалася в основному на захід через область слабкого зсуву вітру, теплої температури поверхні моря та великої кількості атмосферної вологи. В результаті система розпочала період швидкої інтенсифікації. Депресія посилилася до Тропічного шторму Берил через шість годин після утворення, і грози швидко організувалися в центральну щільну хмарність із симетричною структурою хмар, оточених смугами дощу. Продовжуючи свою швидку інтенсифікацію, Берил перетворився на ураган 29 червня, коли внутрішнє ядро шторму перетворилося на око. Спостереження від мисливців за ураганами показали, що Берил став великим ураганом 30 червня. Початковий період посилення Берил завершився тим, що шторм став ураганом 4 категорії, досягнувши початкової пікової інтенсивності з вітром 130 миль/год (215 км). /год). Потім Берил пройшов цикл заміни очної стінки, який трохи послабився до 1 липня. Ураган відновився та швидко знову посилився, і о 15:10 UTC того ж дня Берил досяг берега в Карріаку, Гренада як потужний ураган 4 категорії із стійкими вітрами 150 миль/год (240 км/год). Подальша інтенсифікація відбулася, коли Берил увійшов у Карибське море, з глибоким конвекційним охолодженням навколо чітко окресленого ока, і Берил став ураганом 5 категорії рано вранці 2 липня. Пік урагану досяг пізніше того ранку з максимальний стійкий вітер 165 миль/год (270 км/год) і тиск 934 мб (27,6 дюйма рт. ст.). Посилення зсуву вітру у верхній частині тропосфери призвело до того, що Берил повільно послабшав до шторму 4 категорії, коли він проходив на південь від Домініканської Республіки.

Х'юстонський NEXRAD показує Берил, який виходить на сушу поблизу Матагорди, штат Техас, 8 липня

Рухаючись в основному на захід-північний захід під впливом потужного хребта на півночі, око Берил пройшло дуже близько біля південного узбережжя Ямайки вдень 3 липня. Незважаючи на несприятливі умови, Берил залишався відносно стабільним як ураган 4 категорії. Тривале ослаблення зрештою відновилося, коли Берил впав нижче інтенсивності основного урагану 4 липня, хоча того вечора він ненадовго відновив інтенсивність 3 категорії, перш ніж знову ослабнути, оскільки тиск знову швидко піднявся. Близько 11:05 UTC 5 липня система вийшла на сушу на північний схід від Тулума, штат Кінтана-Роо, зі швидкістю вітру 110 миль/год (175 км/год). Всередині материка Берил швидко ослаб через взаємодію з землею, ослаб до тропічного шторму. Наступного ранку шторм з’явився в Мексиканській затоці, рухаючись у північно-західному напрямку зі швидкістю 13 миль/год (20 км/год) через хребет середнього рівня, розташований над південним-сходом США. Тієї ночі та наступного дня на додаток до ширшого внутрішнього ядра, Берил був оточений вливанням сухого повітря та помірним зсувом вітру, який утримав шторм від значного посилення. Незважаючи на це, до полудня 6 липня його конвективна структура дещо покращилася і стала більш стійкою. 7 липня Берил повернув на північний-захід і сповільнився до 10 миль/год (17 км/год). Берил знову посилився до урагану 1 категорії близько 04:00 UTC 8 липня, коли його око шириною 32 милі (52 км) наблизилося до узбережжя Техасу. Потім він здійснив свій третій і останній вихід на берег о 09:00 UTC поблизу Матагорди, штат Техас, зі швидкістю вітру 80 миль/год (130 км/год). Через вісім годин систему було знижено до тропічного шторму, центр якого був приблизно в 45 милях (70 км) на північний-захід від Х'юстона, штат Техас. Берил продовжував втрачати силу того дня, коли він швидко рухався на північний-схід зі швидкістю 26 км/год. І пізно того ж дня шторм послабшав до тропічної депресії в околицях Тайлера, Техас. Депресія швидко просувалася на північний-схід протягом ночі, і Берил перейшов у посттропічний циклон вранці 9 липня, приблизно за 160 миль (260 км) на захід-південний захід від Педуки, Кентуккі.

## Підготовка

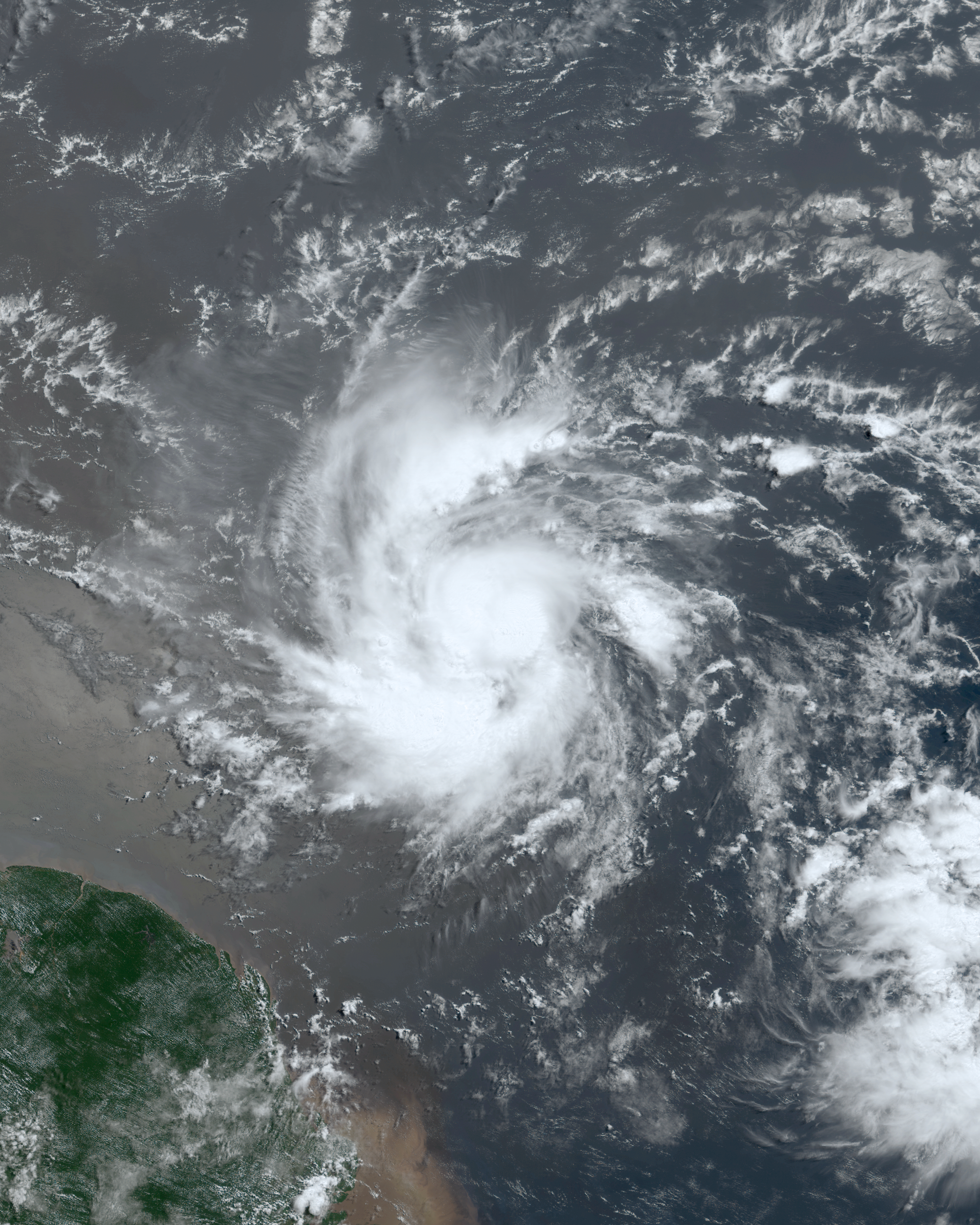
Тропічний шторм Берил стрімко посилюється в Атлантичному океані 29 червня

### Малі Антильські острови
Барбадос, Гренада, Сент-Вінсент і Гренадіни та Сент-Люсія отримали попередження про ураган 29 червня. Тринідад і Тобаго також було оголошено попередження про ураган 30 червня я на Мартініці було оголошено помаранчевий рівень небезпеки. Пізніше на Тринідад і Домініці було оголошено попередження про тропічний шторм 30 червня авіакомпанія Caribbean Airlines відклала кілька рейсів між Барбадосом, Гренадою, Сент-Вінсентом і Гренадинами та Тринідадом і Тобаго. У Virgin Atlantic і British Airways також були збої в розкладі.
У Тобаго оголошено надзвичайний стан. Розклад поромів було змінено 30 червня в Тринідад і Тобаго. Усі пороми до Тобаго на 1 липня скасовано. Школи по всій країні були закриті на 1 липня. Більше 142 людей сховалися від шторму в 14 притулках по всьому Тобаго.
Усі підприємства на Барбадосі було наказано закрити до вечора 1 липня, а також перекрили всі водопроводи. Національна збірна Індії з крикету не змогла повернутися додому з Барбадосу після перемоги на Чемпіонаті світу 2024 року серед чоловіків ICC T20; десятки фанатів також застрягли на острові. Коли Берил проходив неподалік, понад 400 людей перебували в укриттях від ураганів по всьому Барбадосу.
30 червня в Гренаді о 19:00 було введено комендантську годину. Генерал-губернатор Сесіль Ла Гренейд оголосила надзвичайний стан на тиждень. Зустріч Карибської спільноти в Гренаді, яка мала відбутися з 3 по 5 липня, була скасована. 29 червня прем'єр-міністр Сент-Люсії Філіп П'єр наказав припинити роботу в країні в очікуванні впливу урагану на острівну державу. Сент-Вінсент і Гренадини запровадили комендантську годину, а уряд припинив роботу на 7:00 вечора. 29 червня на островах були відкриті притулки. Понад 1100 осіб скористалися притулками.

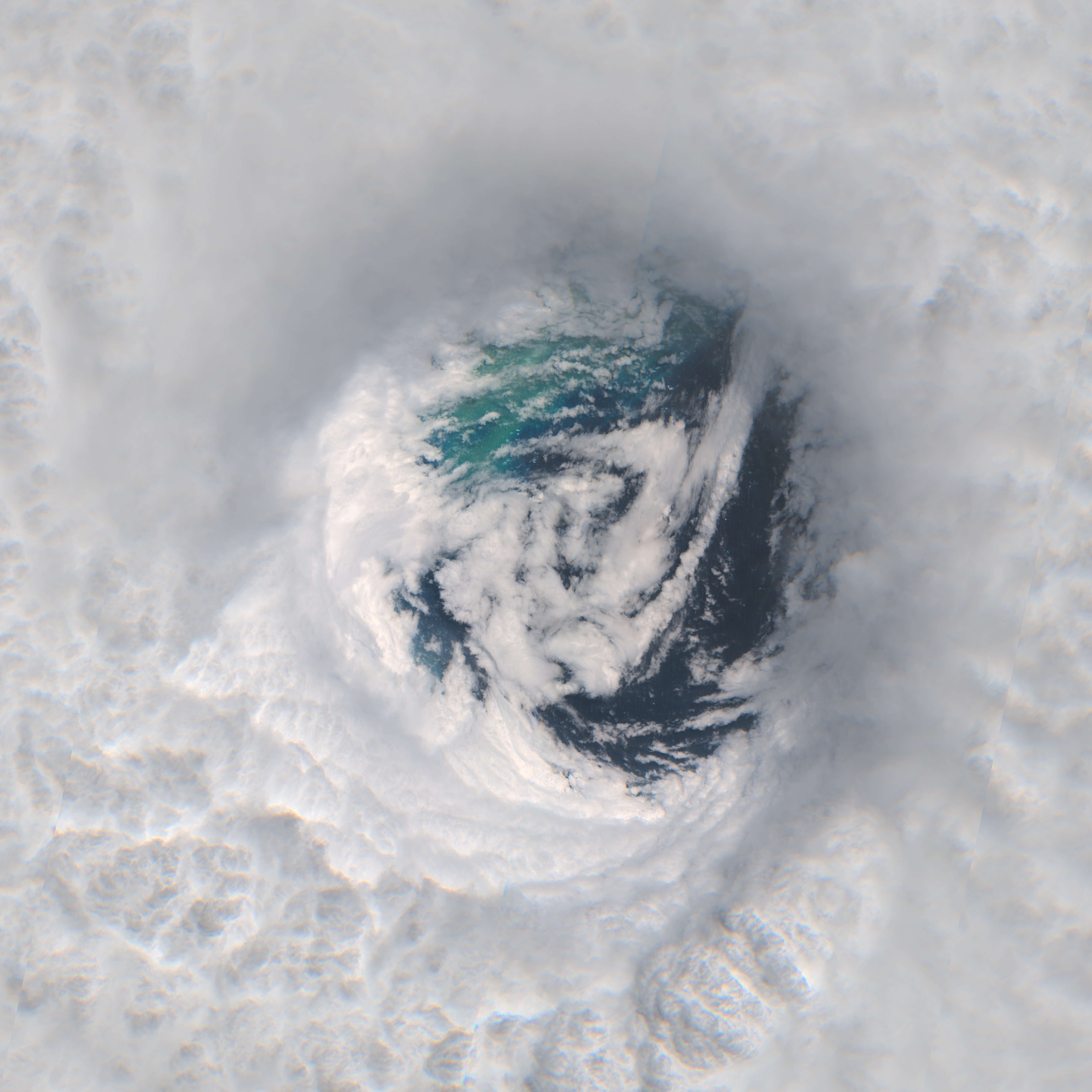
Сентінел-2 знімок ока урагану Берил 1 липня

## Вплив
На Барбадосі надійшло понад десяток повідомлень про пошкодження дахів, дерев та електричних стовпів. У Тобаго впало дев'ять дерев і було пошкоджено дев'ять будівель. По всьому острову також сталися перебої з електроенергією.

## Рекорд
Берил є найсхіднішим ураганом, який утворився в тропічній Атлантиці в червні – 49,3° з.д., перевершивши позначку, встановлену ураганом Тринідад 1933 року  – 58,9° з.д. Крім того, він став найранішим ураганом 4 категорії в історії басейну, перевершивши попередній рекорд, встановлений 8 липня 2005 року ураганом «Денніс», і найсильнішим червневим ураганом за показниками вітру швидкість , перевершивши ураган «Одрі» 1957 року. Пізніше він став найпершим ураганом 5 категорії в історії, перевищивши рекорд, встановлений ураганом «Емілі» 16 липня 2005 року, а також став найсильнішим липневим ураганом за всю історію спостережень. швидкість. Берил також став першою зареєстрованою системою, яка зазнала швидкої інтенсифікації в головному регіоні розвитку Атлантики протягом червня.